# Alonso de Figueroa y Córdoba
Alonso de Figueroa y Córdoba (* um 1584 in Spanien; † 1652) war ein spanischer Offizier, der vorübergehend als Gouverneur von Chile amtierte.

## Leben
Figueroa wurde wohl 1584 geboren. Um 1600 trat er in den Dienst der spanischen Krone, 1605 kam er nach Chile. Seine militärische Karriere verlief beständig, aber ohne besondere Heldentaten. Er war ohne eigenes Vermögen, dennoch verheiratet, hatte drei Söhne und mehrere Töchter. 1627 wurde er zum Maestre de Campo, dem militärischen Stellvertreter des Gouverneurs, befördert.
Als der Gouverneur Martín de Mujica y Buitrón im April 1649 starb, waren auch die beiden Personen, die als Nachfolger ausersehen waren, bereits tot. Die Real Audiencia von Chile hatte zwischen zwei gleichberechtigten Kandidaten zu entscheiden; neben Figueroa war auch Oidor Nicolás Polanco Santillana in der Wahl. Am Ende entschied die Audiencia zugunsten von Figueroa.
Seine kurze Amtszeit war wesentlich vom Krieg gegen die Indianer im Süden geprägt.
Der neue Vizekönig García Sarmiento de Sotomayor in Lima bestätigte die Berufung allerdings nicht, sondern entsandte seinen Schützling Antonio de Acuña Cabrera nach Chile, der am 4. Mai 1650 in Concepción eintraf und das Amt übernahm.
Zwei Jahre später starb Figueroa. Sein Enkel ist der chilenische Historiker Pedro de Córdoba y Figueroa.